# Транкосо (муниципалитет)
Транкосо (исп. Trancoso) — населённый пункт и муниципалитет в Мексике, входит в штат Сакатекас. Население 15 362 человека.

## История
Город основан в 2001 году .